# Donne selvagge
Donne selvagge (Wild Women) è un film muto del 1918 diretto da John Ford. La sceneggiatura di George Hively si basa su un soggetto dello stesso regista e di Harry Carey, anche produttore e protagonista della storia che riprende l'abituale spunto del sogno per un volo di fantasia tra le isole e le ballerine hawaiane. Nel ruolo dell'esotica principessa, Molly Malone; in quello della regina, l'arcigna Martha Mattox.

## Trama
Per potere raccogliere dei fondi che serviranno a pagare una costosa operazione cui si deve sottomettere la moglie di uno dei cowboy del ranch, Cheyenne Harry convince gli altri ragazzi a partecipare a un rodeo che si tiene a San Francisco. Dopo aver vinto gran parte dei premi messi in palio, il gruppo dei cowboy del Circle-L Ranch va a festeggiare in città, in un locale in stile hawaiano. I molti cocktail di Honolulu ingurgitati sono un po' troppo per gli allegri cowboy, che non riescono a restare svegli neanche davanti agli svolazzanti gonnellini di paglia delle ballerine. Harry sogna che lui e i suoi compagni sono stati imbarcati a forza su una nave della quale sono ora costretti a lavare energicamente il ponte. Quando l'equipaggio, stufo di quel lavoro, si ammutina, Harry viene sbarcato su un'isola del Pacifico. La regina hawaiana dell'isola, una vecchia signora imponente, si innamora di lui e decide di sposarlo. Harry cerca di sfuggirle, preferendo abbracciare piuttosto la giovane e bella principessa ma, a quel punto, si sveglia. Giurando tutti che dei cocktail hawaiani ne hanno avuto abbastanza, i cowboy tornano al loro ranch.

## Produzione
Il film fu prodotto dalla Universal Film Manufacturing Company.

## Distribuzione
Il copyright del film, richiesto dalla Universal, fu registrato il 18 febbraio 1918 con il numero LP12083.
Distribuito dalla Universal Film Manufacturing Company, il film uscì nelle sale statunitensi il 25 febbraio 1918. In Brasile, distribuito in versione originale con sottotitoli in portoghese, prese il titolo Reino Venturoso, in Venezuela quello di Mujeres salvajes.
Non si conoscono copie ancora esistenti della pellicola che viene considerata presumibilmente perduta.